# Relaciones España-Unión Africana
Las relaciones España-Unión Africana son las relaciones internacionales entre la organización internacional de la Unión Africana y el estado independiente de España. España mantiene relaciones especialmente estrechas con la Unión Africana y con la Comunidad Económica de Estados de África Occidental (CEDEAO). El Ministerio de Asuntos exteriores de España considera a África como una prioridad estratégica y política para este país.

## Historia entre España y África
En 1497, España anexionó a la corona de Castilla la ciudad abandonada de Melilla, ocho años después Mazalquivir, en 1509 Orán, y en el siglo XVII otros puertos que actualmente forman parte de los Estados de Marruecos, Argelia, Túnez y Libia. La integración de Portugal en España (1580-1640) conllevó la incorporación de sus colonias a los territorios bajo dominio del rey de España; la mayor parte de estos territorios serían perdidos más tarde, excepto la zona de Orán, perdida frente a los argelinos en 1708 pero recuperada en 1732 por los españoles. Esta ciudad fue destruida por un terremoto en 1790 por lo cual los españoles, siendo atacados por el sultán de Argel, pactaron su retirada en 1792 a cambio del acceso al puerto, una factoría en Mazalquivir y la concesión de pesca de coral.
Por medio del Primer Tratado de San Ildefonso (1777) entre España y Portugal, éste incorporó a sus territorios de Brasil la isla de Santa Catalina, a cambio de las islas de Fernando Póo y Annobón en África, así como de la licencia para comerciar con la costa continental de Camerún y Gabón hasta cabo Formoso. No fue hasta 1843 cuando el marino Juan José Lerena y Barry tomó posesión para España de Fernando Poo, Corisco y Río Muni.
De finales del siglo XIX a principios del siglo XX, Marruecos fue un territorio disputado por las potencias europeas, principalmente Francia, España, Reino Unido y el Imperio Alemán. España participó en las siguientes guerras y ocupaciones: 
- Guerra de África (1859-1860), que finalizó con el Tratado de Wad-Ras.
- Guerra de Margallo o Primera guerra del Rif (1893-1894).
- Guerra de Melilla y Desastre del Barranco del Lobo (1909).
- Protectorado español de Marruecos (1913-1956): no fue hasta 1912 cuando Francia, con el apoyo de Alemania y la retirada de los intereses británicos e italianos, realizó el reparto con España de Marruecos, asignándole un territorio norte (Yebala-Rif) y otro sur (Tarfaya).

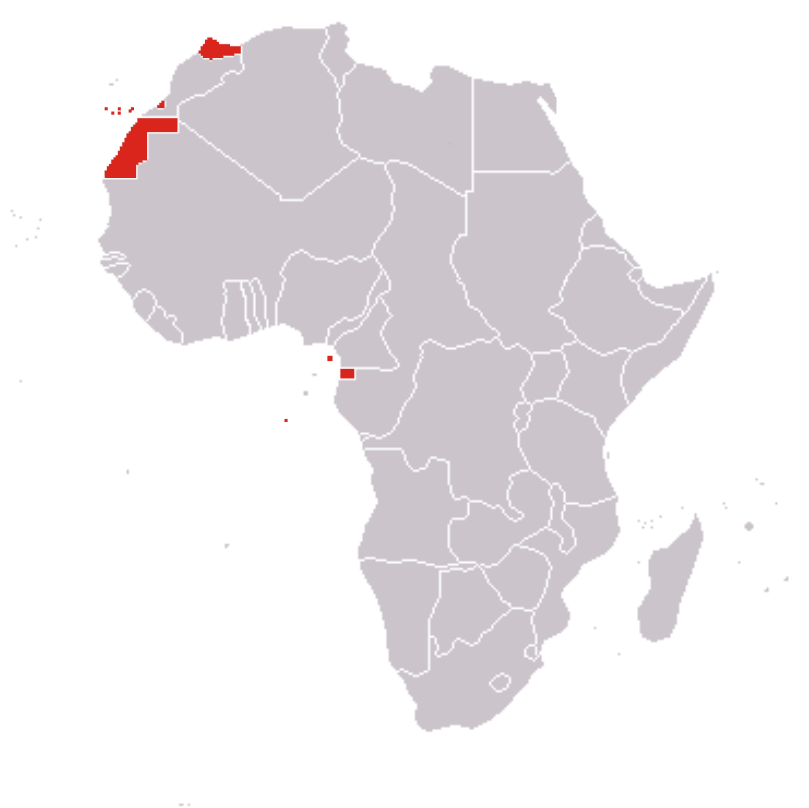
Territorios españoles en África hacia el año 1955.

- Guerra del Rif (1911-1926): la ocupación española chocó con una violenta oposición en el Rif por parte de Abd al-Krim que se materializó en el llamado Desastre de Annual (1921); Abd al-Krim se proclamó presidente de la República del Rif (1921-1926). El desembarco de Alhucemas (1925), bajo el mando del general Primo de Rivera, dio inicio a las operaciones que desembocarían en la derrota de Abd el-Krim y la ocupación y pacificación total de la zona española del Protectorado.
- Durante la Segunda Guerra Mundial, las tropas españolas ocuparon la zona internacional de Tánger entre el 14 de junio de 1940 y el 11 de octubre de 1945.
- Fin del Protectorado (1956): Al decidir Francia poner fin al protectorado y la independencia de Marruecos, España firmó en abril de 1956 la desocupación del Rif y en 1958, como consecuencia de la guerra de Ifni (1957-1958), le cedió el territorio de Tarfaya, el cual estaba dentro de la zona del protectorado (Tratado de Fez de 1912).
- En 1969, debido a la presión descolonizadora de la ONU, España retrocedió a Marruecos el territorio de Ifni.
- En 1975, el rey de Marruecos, Hasán II, aprovechando la agonía de Franco y la regencia de Juan Carlos, movilizó al pueblo marroquí en la llamada marcha verde hacia el Sáhara español, consiguiendo que España lo abandonara, cediendo la ocupación a Marruecos y Mauritania tras los acuerdos de Madrid sin permiso de la ONU; jurídicamente sigue siendo una colonia española.

## Cooperación

### III Plan África
En marzo de 2019 España puso en marcha el III Plan África para gestionar y planificar el crecimiento de la presencia española en la región africana. Su meta principal es impulsar el acercamiento entre España y África hacia cuatro objetivos estratégicos que aspiran a materializar las oportunidades que surgen en el continente africano:
- paz y seguridad;
- crecimiento inclusivo para el desarrollo sostenible;
- fortalecimiento institucional,
- movilidad ordenada.

### Fondo España-NEPAD
El V Plan Director (2018-2021) mantiene el compromiso de la Cooperación Española con el apoyo a la integración en África, alineándose con los objetivos de las organizaciones de la región y como instrumento para la consolidación de las estructuras y sistemas de gestión de los sectores públicos de los países miembros de las organizaciones regionales. Sus actuaciones aseguran la provisión de bienes públicos; están enfocadas en la promoción de la agenda de eficacia de la ayuda, fomentan la apropiación de los procesos por parte de los países miembros, la capacidad de alineamiento de los socios y propician el intercambio de experiencias y el aprovechamiento de buenas prácticas.
En ese sentido, España coopera estrechamente con la Unión Africana (UA) en tanto que principal organización de integración del continente africano, y con la Nueva Asociación para el Desarrollo de África (NEPAD, en sus siglas en inglés), actualmente integrada en el marco de la UA en calidad de órgano ejecutor de la política de desarrollo de la Unión Africana a través de su Agencia de Planificación y Coordinación (NPCA).